# روي براون
روي براون مهندس بريطاني، مدافع عن حقوق الإنسان، وواحد من أبرز المفكرين الأحرار، ترأس الاتحاد الدولي للعمل الإنساني والخيري، من 2003 إلى 2006 وهو الآن المندوب الرسمي المعتمد من لدن الاتحاد لدى مجلس حقوق الإنسان التابع للأمم المتحدة ب جنيف .

## حياته
ولد روي براون في لندن في 2 تشرين الثاني 1937. تلقى تعليمه في مدرسة مارتن، الشرق فينشلي ومدرسة Haberdashers وجامعة لندن حيث درس الهندسة. تدرب كمهندس مع ITT في لندن حيث كان يعمل على تطوير الأنظمة الإلكترونية، واشتغل لصالح مؤسسة أبحاث الأسلحة الذرية في المملكة المتحدة أورفورد نيس وألدرماستون حيث كان جزءا من فريق تطوير نظم الرصد لمعاهدة الحظر الشامل للتجارب الدولية. هاجر إلى كندا في عام 1963 مع زوجته الأولى وطفليهما الصغيرين، حيث عمل لمدة أربع سنوات مع الكندي ماركوني في مونتريال على تصميم الرادار المحمول جوا وأنظمة الملاحة.
عاد إلى المملكة المتحدة في عام 1967، ليترأس قسم المصممين والبحوث في شركة راكال البريطانية.

## عمله بالأمم المتحدة
منذ عام 2004 عمل براون دور الممثل الرئيسي في الأمم المتحدة للإتحاد الدولي للعمل الإنساني والأخلاقي بجنيف، حيث عمل في لجنة الأمم المتحدة لحقوق الإنسان، ومجلس حقوق الإنسان. وقد أعد المذكرات المكتوبة والمنطوقة في الجلسات العامة للجنة والمجلس المهتمة بقضايا متنوعة مثل تشويه الأعضاء التناسلية الأنثوية، محنة الداليت في الهند، الرق في شمال أفريقيا، السحر والسحرة الصيد في أفريقيا، حرية التعبير، مفهوم التشهير بالدين، عدم توافق إعلان القاهرة لحقوق الإنسان في الإسلام مع الإعلان العالمي، ودور الكرسي الرسولي في محاولة للتغطية على فضيحة الاعتداء على الأطفال وفشلها في الوفاء بالتزاماتها بموجب الاتفاقية الدولية لحقوق الطفل.

## لمراجع
1. 1 2  The Irish Humanist (بالإنجليزية), Dec 2007, QID:Q16917761
2. ↑  IHEU | Female Genital Mutilation نسخة محفوظة 21 أكتوبر 2013 على موقع واي باك مشين.
3. ↑   https://web.archive.org/web/20200328092154/http://iheu.org/content/untouchability. مؤرشف من الأصل في 2020-03-28. {{استشهاد ويب}}: الوسيط |title= غير موجود أو فارغ (مساعدة)
4. ↑   https://web.archive.org/web/20200328092158/http://iheu.org/content/contemporary-slavery-africa. مؤرشف من الأصل في 2020-03-28. {{استشهاد ويب}}: الوسيط |title= غير موجود أو فارغ (مساعدة)
5. ↑  IHEU | IHEU condemns restrictions on freedom of expression at the UN نسخة محفوظة 04 أكتوبر 2013 على موقع واي باك مشين.